# The Searchers
The Searchers (en España, Centauros del desierto; en Argentina, Chile y México, Más corazón que odio) es una película estadounidense de 1956 basada en la novela homónima de Alan Le May, dirigida por John Ford y con John Wayne, Jeffrey Hunter, Vera Miles, Natalie Wood y Ward Bond como actores principales. 
Considerado uno de los wésterns más influyentes de la historia del cine, se rodó íntegramente en exteriores naturales, como Monument Valley (Utah/Arizona), Mexican Hat (Utah) o Bronson Canyon (Los Ángeles). Forma parte del AFI's 10 Top 10 encabezando la categoría de wésterns. En 1989, la película fue considerada «cultural, histórica y estéticamente significativa» por la Biblioteca del Congreso de Estados Unidos y seleccionada para su preservación en el National Film Registry.

## Argumento
Ethan (John Wayne) regresa a su casa después de haber estado en la guerra, y al poco tiempo los comanches matan a su familia y raptan a su sobrina. Ethan jura rescatarla y matar a todos los indios que intervinieron en estos actos criminales. Durante cinco largos años persigue a los comanches acompañado de su sobrino Martin (Jeffrey Hunter).

## Reparto
- John Wayne - Ethan Edwards
- Jeffrey Hunter - Martin Pawley
- Vera Miles - Laurie Jorgensen
- Ward Bond - Reverendo y Capitán Samuel Johnson Clayton
- Natalie Wood - Debbie Edwards
- John Qualen - Lars Jorgensen
- Olive Carey - Sra. Jorgensen
- Henry Brandon - Jefe Scar ("Cicatriz")
- Ken Curtis - Charlie McCorry
- Harry Carey Jr. - Brad Jorgensen
- Antonio Moreno - Emilio Gabriel Fernández y Figueroa
- Hank Worden - Mose Harper
- Patrick Wayne - Capitán Greenhill
- Lana Wood - Debbie Edwards (de niña)

## Crítica, importancia e influencia histórica
Dentro de la larga serie de wésterns dirigidos por John Ford a lo largo de su extensa carrera, se ha reseñado que The Searchers destaca por su excelencia técnica y estilística, de notable influencia posterior dentro del cine de acción y otros géneros como la ciencia ficción (en menor medida). Las secuencias de acción de la cinta, como las rápidas persecuciones a caballo o los combates contra la tribu comanche del jefe indio Cicatriz, se consideraron revolucionarias en su tiempo por su concepto fotográfico y su edición veloz, indicándose que fomentan la sensación de ritmo con un empleo eficaz de la música de Max Steiner y la banda sonora. Además, se ha indicado que la utilización por parte del director de la voz en off (la carta de Martin leída por Laurie), la profundidad de campo y otros recursos narrativos, contribuye a la aceleración del relato y a su fluidez.
Estas aportaciones no fueron ampliamente apreciadas en el momento del estreno de esta película; como resultado sólo obtuvo un modesto éxito de taquilla y críticas meramente positivas. Sin embargo, con el paso del tiempo, The Searchers se ha ido considerando una de las películas más importantes y admiradas de la historia del cine, debido a su variedad y profundidad temática y a su notable influencia, que puede apreciarse en los ejemplos más variados, desde la saga de Star Wars o Taxi Driver (1976), hasta Lawrence de Arabia (1962), C'era una volta il West (1968), Apocalypse Now (1979) o la serie de televisión Breaking Bad (2008-2013). Ha sido reconocida como una de sus películas favoritas por parte de varios destacados realizadores como Martin Scorsese, George Lucas, John Milius y Steven Spielberg. En la última edición de la prestigiosa encuesta realizada por la revista Sight & Sound para determinar las mejores películas de todos los tiempos, The Searchers resultó ser la número doce según los críticos de todo el mundo, y la veinticinco según los realizadores. Igualmente, fue elegida como la número cuatro por la revista Village Voice, y figura actualmente como la número nueve de la clasificación llevada a cabo por el sitio web They Shoot Pictures, Don't They.